# Мятежная плоть

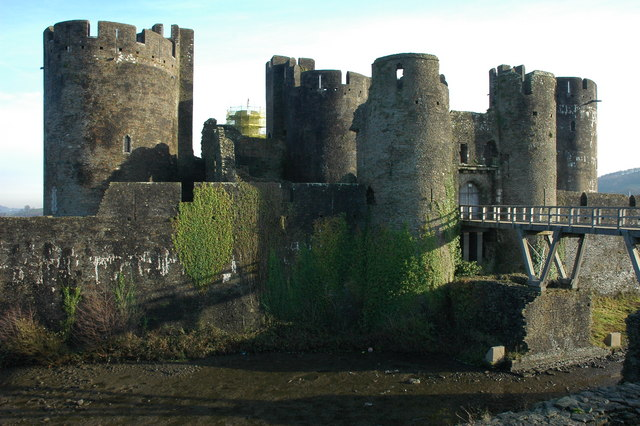
Замок Кайрфилли, где проходили съёмки.

«Мятежная плоть» — пятая серия шестого сезона британского научно-фантастического телесериалa «Доктор Кто». Премьера серии состоялась 21 мая 2011 года на канале BBC One. Эта серия является первой частью двухсерийной истории, продолжение которой — «Почти люди».

## Сюжет
ТАРДИС попадает в солнечное цунами и материализуется на Земле в XXII веке. Доктор, Эми и Рори оказываются на острове с заводом по добыче кислоты в виде средневекового монастыря. Экипаж фабрики использует самовоспроизводящуюся жидкость под названием «плоть», с помощью которой они создают своих точных двойников. Доктор понимает, что солнечное цунами угрожает заводу, поэтому планирует эвакуировать всех на ТАРДИС. Прораб Миранда Клиавс отказывается покидать фабрику. Доктор пытается отключить солнечный коллектор, но туда попадает молния, и Доктор падает на землю без сознания.
Под ТАРДИС попадает добываемая кислота, поэтому машина проваливается под землю. Очнувшись, экипаж замечает, что их двойники пропали. Вскоре выясняется, Мирандa и Дженнифер — работницы фабрики — двойники, а местоположение настоящих людей остаётся неизвестным. Двойник Дженнифер сближается с Рори. Но все двойники решают убить людей, так как те стремятся их расплавить. Доктор пытается подружить людей с их двойниками, однако реальная Миранда убивает одного двойника мощным зарядом электричества.
Тем временем двойник Дженнифер преследует и убивает реальную Дженнифер. Доктор считает, что самое безопасное место в монастыре — часовня, и отправляется туда. Рори слышит кричащую Дженнифер и не идёт за остальными. В часовне из тени выходит двойник Доктора.